# おはよう (テレビドラマ)
『おはよう』はTBSのテレビドラマ枠「水曜劇場」で1972年（昭和47年）に放映された若尾文子主演のテレビドラマ。

## 概要
若尾文子演じる加代は『おはよう食堂』という朝食専門の食堂を1人で経営しながら、浮気して家を出ていった夫の大介の帰りをじっと待っているという設定。
『時間ですよ』の第2期に出演して人気を得た堺正章、天地真理、西真澄らも出演している。

## 放送データ
- 放送期間：1972年7月5日～1972年10月25日
- 放送回数：全17回

## 出演
- 加代：若尾文子
- 加代の夫・大介：大橋巨泉
- 中村翫右衛門
- 小百合：研ナオコ
- 秀吉：堺正章
- 秀吉の妹・サチコ：西真澄
- マリ：天地真理
- マリの兄・吉野：よしだたくろう
- 後藤明
- 藤竜也
- 岸部シロー
- 小坂一也
- 津川雅彦
- 左とん平
- 飯田蝶子

## スタッフ
- 脚本：倉本聰、向田邦子、金子成人
- 音楽：深町純
- 演出：久世光彦、和田旭、坂崎彰、片島謙二
- プロデューサー：鴨下信一

## 挿入歌
- 後藤明「春・夏・秋・冬」

作詞：なかにし礼、作曲：三木たかし、編曲：深町純

## 放送局
特記の無い限り全て放送時間は水曜 21:30 - 22:26、同時ネット。
- TBS（制作局）
- 北海道放送[1]
- 岩手放送[2]
- 東北放送[3]
- 福島テレビ[3]
- 新潟放送[4]
- 北陸放送[5]
- 信越放送[6]
- テレビ山梨[7]
- 静岡放送[7]
- 中部日本放送[5]
- 朝日放送[8]
- 山陰放送[9]
- 山陽放送[10]
- 中国放送[10]
- 山口放送：土曜 22:30 - 23:26[11]
- 四国放送：土曜 22:30 - 23:26[12]
- 南海放送：土曜 22:30 - 23:26[11]
- テレビ高知[13]
- RKB毎日放送[14]
- 長崎放送[14]
- 熊本放送[14]
- 大分放送[11]
- 宮崎放送[15]
- 南日本放送[15]
- 琉球放送[16]